# Roberto Vecchioni
Roberto Vecchioni (* 25. června 1943) je italský zpěvák. Narodil se v severoitalské obci Carate Brianza a studoval klasickou literaturu na Katolické univerzitě Nejsvětějšího Srdce v Miláně. Zde později krátce také pracoval. Svou hudební kariéru zahájil ve druhé polovině šedesátých let. Své první sólové album nazvané Parabola vydal v roce 1971. Následovala řada dalších. V roce 1973 se účastnil Festivalu Sanremo, avšak cenu nevyhrál. Tu vyhrál až v roce 2011. V roce 1983 získal cenu Premio Tenco.